# Licet ab initio
Con le parole Licet ab initio (inizio del testo, in italiano Anche se dall'inizio) incomincia la costituzione apostolica del 21 luglio 1542, promulgata da papa Paolo III. È il documento fondativo della Congregatio Romanae et universalis Inquisitionis, divenuta poi l'attuale Dicastero per la Dottrina della Fede.

## Origine e contesto
Con questo documento, papa Paolo III diede seguito alle preoccupazioni per il diffondersi delle eresie nella penisola italiana. Il documento venne pubblicato un anno dopo il fallimento del dialogo religioso di Ratisbona tra cattolici e protestanti. Fino ad allora la Chiesa cattolica aveva sperato che il ritorno all'unità dei cristiani sarebbe stato possibile attraverso i mezzi della persuasione e della logica. Licet ab initio esprime l'opinione che sia necessaria un'azione ancora più decisa contro ogni forma di eresia. Di questa opinione era in particolare il cardinale Gian Pietro Carafa. 
Precedette questa bolla l'abrogazione di privilegi ed esenzioni concessi a laici ed ecclesiastici, eccettuati i vescovi, in materia inquisitoriale, a vantaggio degli inquisitori locali, approvata il 14 gennaio 1452.
La scelta del papa di coordinare la repressione delle eresie per mezzo di una commissione di cardinali era l'esito di tentativi che erano durati per circa un decennio, il 22 maggio 1542 era stato convocato il Concilio di Trento, dopo le fallite indizioni di un concilio a Mantova nel 1536 e a Vicenza nel 1537. Già dal 1532 l'Italia aveva un inquisitore unico che sovrintendeva all'operato di inquisitori locali.
La commissione di sei cardinali, chiamati Commissarii et Inquisitores Generales nominata da Paolo III era composta da Giampietro Carafa (poi papa Paolo IV), Juan Álvarez y Alva de Toledo, Pietro Paolo Parisio, Bartolomeo Guidiccioni, Dionisio Neagrus Laurerio e Tommaso Badia. Rispetto alla commissione nominata il 4 luglio dello stesso anno Giovanni Morone, vescovo di Modena, di posizione conciliante, era stato sostituito da Juan Álvarez; anche Tommaso Badia era di impostazione conciliante, mentre Parisio, Guidiccioni e Laurerio erano tradizionalisti.

## Compiti e poteri della nuova Inquisizione
Il compito di questa commissione cardinalizia era quello di combattere l'eresia e di riorganizzare e coordinare i tribunali dell'Inquisizione. I cardinali potevano prendere provvedimenti contro ogni tipo di eresia e i suoi seguaci all'interno della Chiesa cattolica. Avevano l'autorità di pronunciare ovunque la sentenza definitiva, compresa l'imposizione della pena di morte. La commissione era autorizzata a chiedere l'assistenza delle autorità secolari, se necessario. Ovunque lo ritenessero necessario, i cardinali potevano nominare degli inquisitori. La Commissione era l'organo di appello contro le sentenze di altri tribunali. Tuttavia, l'estensione dell'Inquisizione romana si limitò nella pratica all'Italia, in cui erano ricomprese Avignone, exclave pontificia, Capodistria  e Zara, soggette a Venezia, Chio, soggetta alla repubblica di Genova, Annecy soggtta al duca di Savoia, e Malta. Fuori dall'Italia operò a Besançon, nella Franca Contea, a Carcassonne e a Tolosa e a Colonia in Germania, mentre i possedimenti spagnoli in Italia, il ducato di Milano, il regno di Napoli e il regno di Sicilia rimaserosoggetti all'autorità dell'inquisizione spagnola.
Per la prima volta venne regolamentata la procedura contro gli eretici. Il Papa vedeva in ogni eretico un potenziale “ribelle e distruttore” dell’autorità ecclesiastica. Così facendo, creò, seguendo l’esempio dell'Inquisizione già operante in Spagna, un tribunale che aveva giurisdizione ovunque la Chiesa cattolica avesse potere e influenza.
La struttura dell'Inquisizione spagnola non fu replicata pedissequamente. Visto che in Italia mancava uno Stato nazionale, fu il papa stesso a supplire all'asenza di un monarca. Alcuni stati tuttavia cercarono di giocare un ruolo nel sistema inquisitoriale, soprattutto la repubblica di Venezia e la repubblica di Lucca. A livello locale, l'organizzazione fu differente, perché mentre l'Inquisizione spagnola era animata anche dal proposito di uniformare religiosamente territori diversi e si articolava in grandi strutture sovradiocesane, il Sant'Uffizio ricorreva invece alle strutture diocesane già esistenti. Questo ricorso a strutture locali favorì l'accettazione a livello politico di un tribunale romano.

### Novità o continuità?
È dibattuto se l'Inquisizione romana abbia segnato un'effettiva svolta rispetto ai processi inquisitoriali medievali. Dal punto di vista dei processi inquisitoriali, ci fu una sostanziale continuità, i cambiamenti riguardarono soprattutto aspetti organizzativi. 
Alcuni cambiamenti erano stati attuati già dall'inizio del XVI secolo, ma furono resi stabili dalla nuova struttura. Eredità del Medioevo era la concezione dell'eresia come crimine contro la società e anche l'estensione del concetto di eresia ai sospetti di eresia. Dal punto di vista procedurale una novità fu la garanzia del diritto di difesa nei processi e la possibilità di appello dopo la sentenza di primo grado. Ma le novità più rilevanti furono quelle organizzative: la centralizzazione del controllo da parte delle autorità romane, la stabilità delle sedi periferiche, la comunicazione attraverso la corrispondenza, il ruolo attribuito ai nunzi apostolici, la competenza delle nomine degli inquisitori spostata dai superiori degli ordini religiosi alla Congregazione, la possibilità per i confessori di deferire i penitenti al tribunale dell'Inquisizione e, nello Stato pontificio l'uso del potere temporale nella repressione dell'eresia.
Un aspetto di novità che divenne sempre più importante fu il controllo della stampa, che culminerà nell'istituzione della Congregazione dell'Indice dei libri proibiti nel 1571. 
La bolla Licet ab initio segna un doppio rafforzamento dell'autorità pontificia: rispetto ai vescovi, agli ordini religiosi e ai principati temporali, con l'accentramento di nuove competenze e rispetto al collegio cardinalizio, di cui il papa poteva ora scegliere alcuni membri per chiamarli a incarichi nelle diverse congregazioni, che saranno via via istituite nella seconda metà del XVI secolo.

## Composizione e funzionamento dell'Inquisizione
Lo stesso papa Paolo III era a capo dell'Inquisizione e nominò suo vice, ovvero l'inquisitore supremo, il cardinale Giovanni Pietro Carafa, che in seguito avrebbe assunto il pontificato come papa Paolo IV. Insieme ad altri cinque cardinali, formavano il collegio giudicante del tribunale supremo della Chiesa cattolica. Le loro sentenze erano insindacabili; chiunque poteva sporgere denuncia.